# Enzo Sacchi
Enzo Sacchi (Firenze, 6 gennaio 1926 – Firenze, 12 luglio 1988) è stato un pistard e ciclista su strada italiano.
Da dilettante vinse il titolo olimpico di velocità ai Giochi della XV Olimpiade di Helsinki e due titoli mondiali nella medesima specialità (1951, 1952). Fu poi attivo come professionista dal 1952 al 1963, rivaleggiando con Antonio Maspes. Alla sua memoria è intestato il velodromo di Firenze al parco delle Cascine.

## Palmarès

### Pista
- 1949 (dilettanti)

Gran Premio dell'UVI, Velocità Dilettanti
Campionati italiani, Chilometro a cronometro
- 1950 (dilettanti)

Campionati italiani, Velocità Dilettanti
- 1951 (dilettanti)

Copenhagen, DBC's Grand Prix for Amatører, Velocità Dilettanti
Grand Prix de Paris, Velocità Dilettanti
Campionati italiani, Velocità Dilettanti
Campionati del mondo, Velocità Dilettanti
- 1952 (dilettanti)

Campionati italiani, Velocità Dilettanti
Giochi olimpici, Velocità
Campionati del mondo, Velocità Dilettanti
- 1954

Grand Prix de Paris, Velocità
- 1955

Campionati italiani, Velocità
- 1959

Grand Prix de Paris, Velocità
- 1960

Sei giorni di Buenos Aires (con Ferdinando Terruzzi)
- 1962

Sei giorni di Perth (con Ronald Murray)

### Strada
- 1946 (C.S. Firenze)

Firenze-Viareggio

## Piazzamenti

### Competizioni mondiali
- Campionati del mondo

Rocourt 1950 - Velocità Dilettanti: 4º
Milano 1951 - Velocità Dilettanti: vincitore
Parigi 1952 - Velocità Dilettanti: vincitore
Zurigo 1953 - Velocità: 2º
Colonia 1954 - Velocità: 3º
Milano 1955 - Velocità: 4º
Parigi 1958 - Velocità: 2º
- Giochi olimpici

Helsinki 1952 - Velocità: vincitore

### Competizioni europee
- Campionati europei

Belgio 1954 - Velocità: 3°
Belgio 1955 - Velocità: 3°